# Particle Image Velocimetry

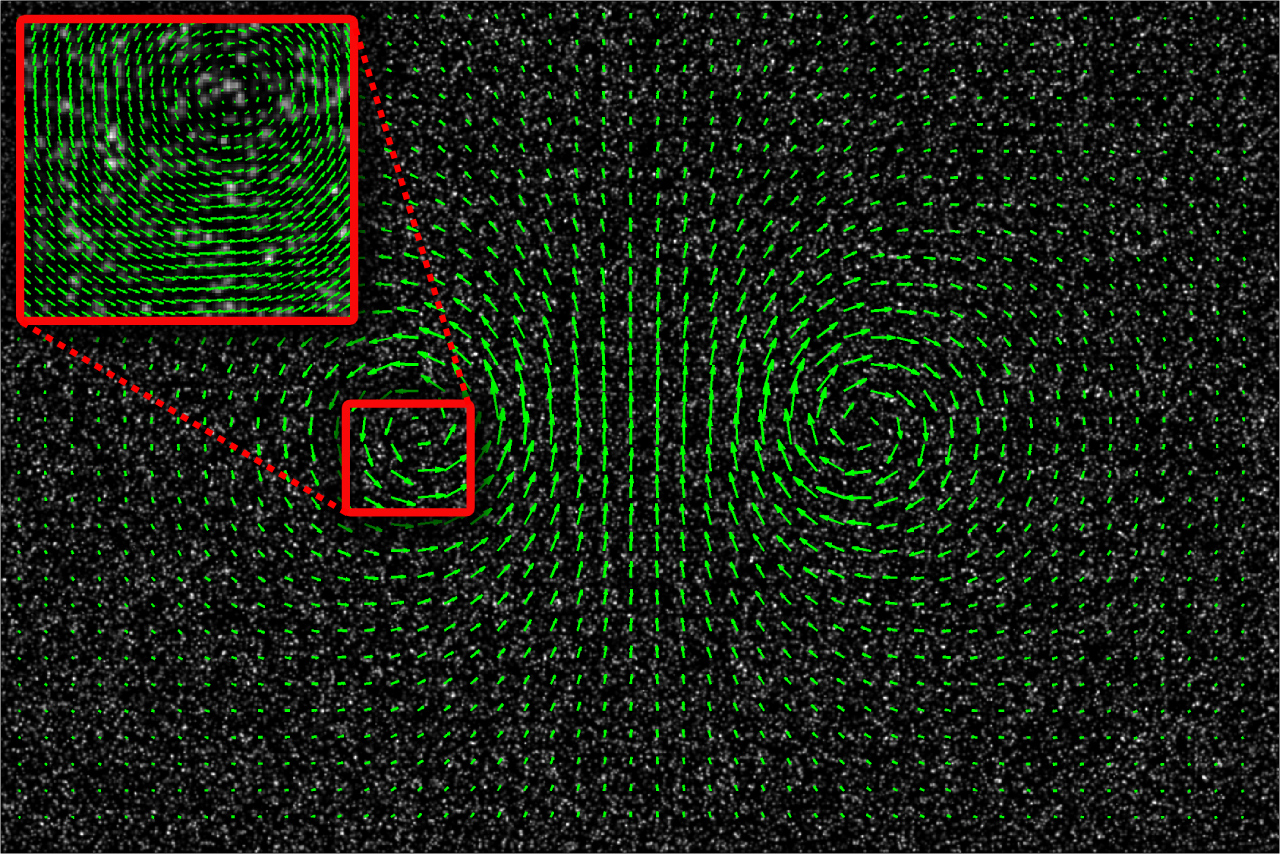
Rappresentazione di un campo di moto misurato attraverso Particle Image Velocimetry.

La Particle Image Velocimetry (abbreviato in PIV) è un metodo ottico di misura del campo di moto di un fluido. Essa fornisce, in una determinata sezione del flusso, la proiezione del campo del vettore velocità istantanea sulla sezione stessa.

## Procedura
Il flusso viene inseminato con delle particelle traccianti ("seeding") con densità più vicina possibile a quella del fluido da studiare, in modo da seguirne quanto più fedelmente possibile il moto. 
A questo punto si illumina la sezione da esaminare con due impulsi consecutivi e ravvicinati di luce laser, convertiti tramite un apparato ottico in lame di luce. 
Le particelle rifrangono la luce, che viene catturata da una telecamera con l'aiuto di un sincronizzatore. Si ottengono così due immagini della posizione delle particelle a due istanti diversi, vicini tra loro. 
Confrontando le due immagini si ricava il campo del vettore spostamento delle particelle sul piano della lama di luce. Assumendo di aver scelto correttamente il seeding, le particelle avranno seguito il moto del fluido, per cui dividendo lo spostamento per l'intervallo di tempo Δt che intercorre tra la rilevazione della prima e della seconda immagine, si ottiene il campo di velocità del flusso, che sarà tanto più vicino alla velocità istantanea quanto più il Δt è piccolo.

## Difficoltà
I problemi principali riguardano la concentrazione di seeding, la non-bidimensionalità del campo di moto e la scelta dell'intervallo di tempo.
Se la concentrazione è bassa, infatti, nonostante sia facile seguire le particelle tra le due immagini, non si ottiene una descrizione esauriente del campo di moto: saranno troppo pochi i punti in cui la velocità è nota. Se invece la concentrazione è grande, risulta difficile identificare le particelle nelle immagini, anche con l'ausilio di un software. Con una concentrazione media, in ogni caso, non è possibile seguire ad occhio nudo le particelle, per cui per ottenere lo spostamento si suddividono le immagini in finestre più piccole, chiamate "finestre di interrogazione", tante quanti sono i punti in cui si vuole conoscere la velocità, e le si processa con algoritmi di autocorrelazione o cross-correlazione.
Nel caso in cui sia presente una componente non trascurabile della velocità in direzione ortogonale al piano laser, la PIV non registra tale componente e, oltre a problemi di parallasse che distorcono la velocità registrata, alcune delle particelle, nel tempo intercorrente tra le due immagini, potrebbero sfuggire dalla sottile zona illuminata dal laser.
Determinante in questo senso è la scelta dell'intervallo temporale: se troppo lungo, è grande la probabilità che le particelle escano dal laser e non vengano quindi riprese nella seconda immagine.
Inoltre, anche nel caso di flusso bidimensionale, se l'intervallo è troppo lungo, si ha una perdita di informazioni tra le due immagini e la velocità che si ottiene è una velocità media non più assimilabile alla velocità istantanea. Per contro, se l'intervallo è eccessivamente breve, lo spostamento è troppo piccolo e i disturbi dovuti al "rumore" e alla non perfetta correlazione tra le coppie di finestre diventano preponderanti rispetto allo spostamento reale stesso, come effetto, si ha un campo di velocità che non corrisponde a quello reale. Il valore del Δt è dell'ordine di ∼10 µs.

## Misure tridimensionali
Esistono anche metodi derivati direttamente dalla PIV che permettono di misurare tutte e tre le componenti del campo di velocità. I principali sono la PIV stereoscopica (o stereo PIV o SPIV) e la PIV tomografica (o tomo PIV).
La stereo PIV opera sempre su un piano prestabilito che è quello della lama di luce, come la PIV semplice. Per ricostruire sul piano in maniera tridimensionale il vettore velocità del flusso, questa tecnica sfrutta lo stesso principio utilizzato dai nostri occhi per percepire la profondità a cui si trovano gli oggetti: si prendono due coppie di immagini con due telecamere distanziate e/o inclinate tra loro, avendo quindi a disposizione due proiezioni di un vettore a tre componenti su due piani distinti, cioè i piani immagine delle due telecamere. Applicando algoritmi di ricostruzione geometrica si risale alla velocità tridimensionale.
Le problematiche principali, oltre a quelle della PIV semplice, insorgono per motivi di prospettiva e riguardano il processamento delle immagini catturate dalle telecamere per essere in grado di ottenere immagini su cui poter applicare la ricostruzione geometrica.
La tomo PIV, al contrario, opera su di un volume e misura le tre componenti del vettore velocità in tutto il volume considerato.
Tale tecnica si basa sullo stesso principio della PIV semplice, allargato però a 3 dimensioni.
Si illumina l'intero volume con due impulsi laser a breve ritardo e si misura lo spostamento delle particelle con un numero a piacere di telecamere.
In questo caso, grandi difficoltà insorgono nel localizzare univocamente le particelle, dal momento che, non conoscendone la posizione in direzione ortogonale al piano immagine di ciascuna telecamera, le proiezioni delle numerose particelle si possono sovrapporre. Una conseguenza tipica è la generazione di "particelle fantasma", inesistenti nella realtà ma ricreate dai software per la ricostruzione delle particelle proprio a causa di ciò.

## Metodi simili
La Particle tracking Velocimetry (PTV) è una tecnica simile alla PIV in cui la concetrazione dei traccianti è minore, permettendo così di tracciare particelle singole ed ottenere statistiche nel sistema di riferimento lagrangiano.